# 毛詩草木鳥獣虫魚疏
『毛詩草木鳥獣虫魚疏』（もうしそうもくちょうじゅうちゅうぎょそ）は、古代中国の詩集『詩経』（毛詩）に詠まれた動植物について解説した書物。詩経名物学書の筆頭。
撰者は三国呉の陸璣（りくき）。撰者名から『陸疏』などとも呼ばれる。宋から明の間ごろに佚書となったが輯佚されて伝わる。日本でも広く読まれた。

## 内容・意義
『詩経』には約300種の動植物の名が詠まれており、寓意が込められている。漢代以降の訓詁学では、それらの動植物の同定や寓意が論題になった。
本書より前の『鄭箋』が寓意を主として論じるのに対し、本書は寓意よりも同定を主として、姿、生態、異名、分類、用途、薬効、慣用句、他書の用例などを博物事典的に論じている。
本書をもって名物学が訓詁学から独立したとも言われる。本書に続く形で、宋の蔡卞『毛詩名物解』や元の許謙『詩集伝名物鈔』など、多くの詩経名物学書が作られた。

## 撰者・年代
撰者や成立年代については古くから諸説ある。『隋書』経籍志では三国呉の陸機（字は士衡）としているのに対し、『経典釈文』序では三国呉の陸璣（字は元恪）としている。成立年代については晋の郭璞以降や唐とする説もある。最も優勢なのは「三国呉の陸璣」とする説である。
陸璣の人物像については、呉の「太子中庶子」や「烏程令」を務めたこと程度しか伝わらない。

## 伝来・受容
本書は宋から明の間ごろに佚書となった。しかし北魏の『斉民要術』や唐の『毛詩正義』、本草書や類書などに引用があり、明清の叢書などに複数の輯佚がある。現存するのは、約150種の動植物の解説である。
本書は日本にも伝わった。古くは平安時代の『日本国見在書目録』に本書が載っており、『和名類聚抄』などに引用がある。江戸時代になると、明版の輯佚書唐本の輸入と和刻本の出版が流行し、他の詩経名物学書とともに、儒学者・本草学者に広く受容された。
本書の注釈書等として、明の毛晋『毛詩草木鳥獣虫魚疏広要』や、清の焦循『陸氏草木鳥獣虫魚疏疏』がある。日本では、松下見林の訓点本や、淵在寛『陸氏草木鳥獣虫魚疏図解』がある。